# Toy Story Playland
Toy Story Playland, soms ook Toy Story Land genoemd, is een themagebied in Walt Disney Studios Park, Disney's Hollywood Studios, Hong Kong Disneyland, en Shanghai Disneyland. Het parkdeel is gebaseerd op de films van Toy Story.

## Geschiedenis
In 2009 lekten er plannen uit voor een uitbreiding voor het Walt Disney Studios Park, die gebaseerd zou zijn op figuren van Pixar. Veel was toen nog niet bekend, maar later bevestigde het resort de plannen: het moest een nieuw gebied worden, gebaseerd op de films rond Toy Story, dat ook mee zou helpen bij de promotie van de nieuwe film Toy Story 3. Tevens werd toen bekendgemaakt dat ook Hong Kong Disneyland dezelfde uitbreiding zou krijgen, maar dat die pas later, eind 2011 zou openen.
Eind 2009 werd begonnen met de bouw van het nieuwe parkdeel, om het project vervolgens op te leveren en te openen op 17 augustus 2010. Later werd begonnen aan de bouw in Hongkong. In Hong Kong Disneyland werd het themagebied op 18 november 2011 geopend.
Op 15 augustus 2015 werd er op de D23 Expo aangekondigd dat Toy Story Land aan Disney's Hollywood Studios zou worden toegevoegd. Een jaar later, op 9 november 2016 werd er aangekondigd dat Toy Story Land ook aan Shanghai Disneyland zou worden toegevoegd. De ruwbouw voor enkele van de faciliteiten was reeds aanwezig bij de opening van Shanghai Disneyland op 16 juni 2016. Het parkdeel in Shanghai opende op 26 april 2018; het parkdeel in Orlando opende op 30 juni 2018.

## Locaties

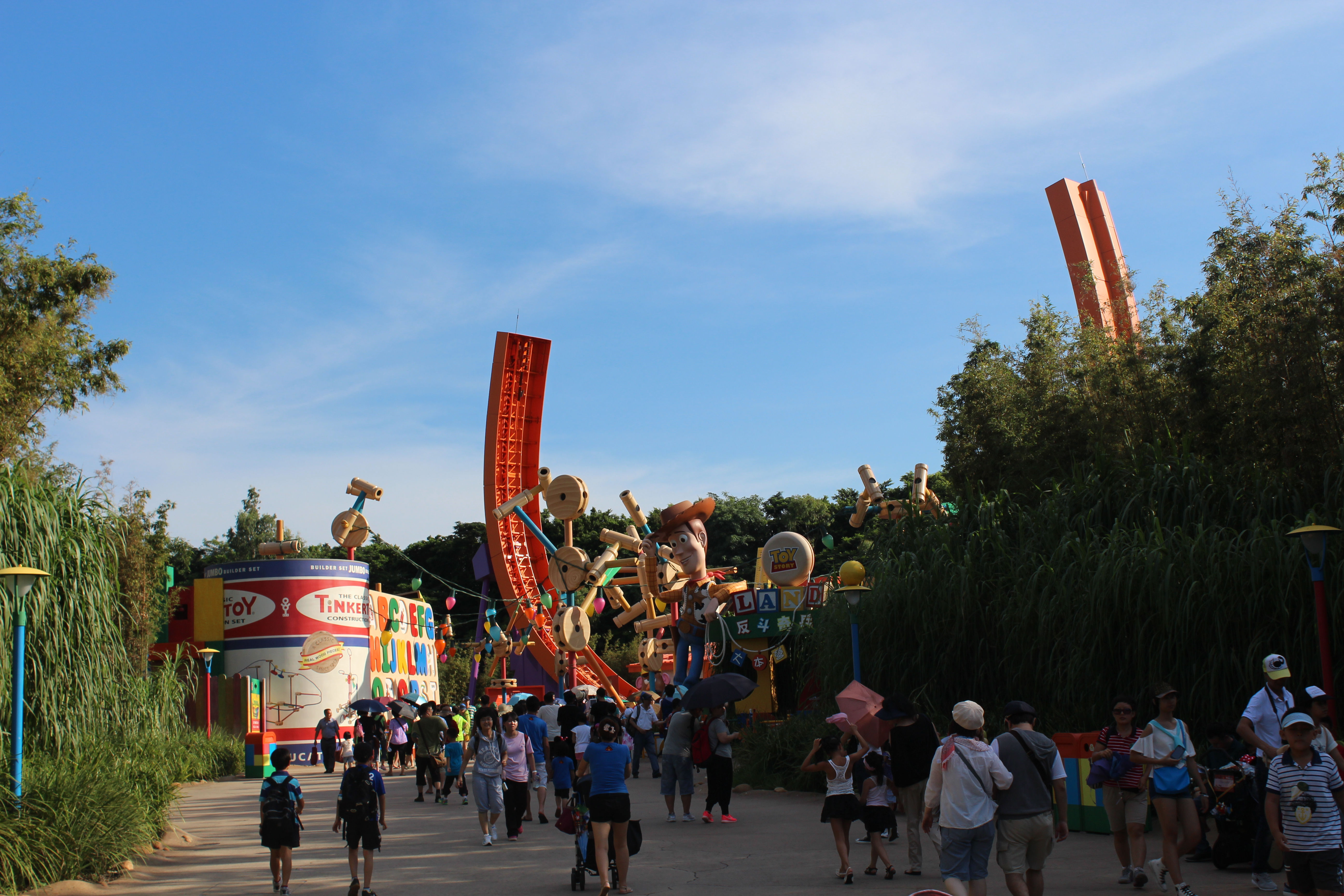
Een blik op Toy Story Land in Hong Kong Disneyland vanaf de ingang bij Fantasyland

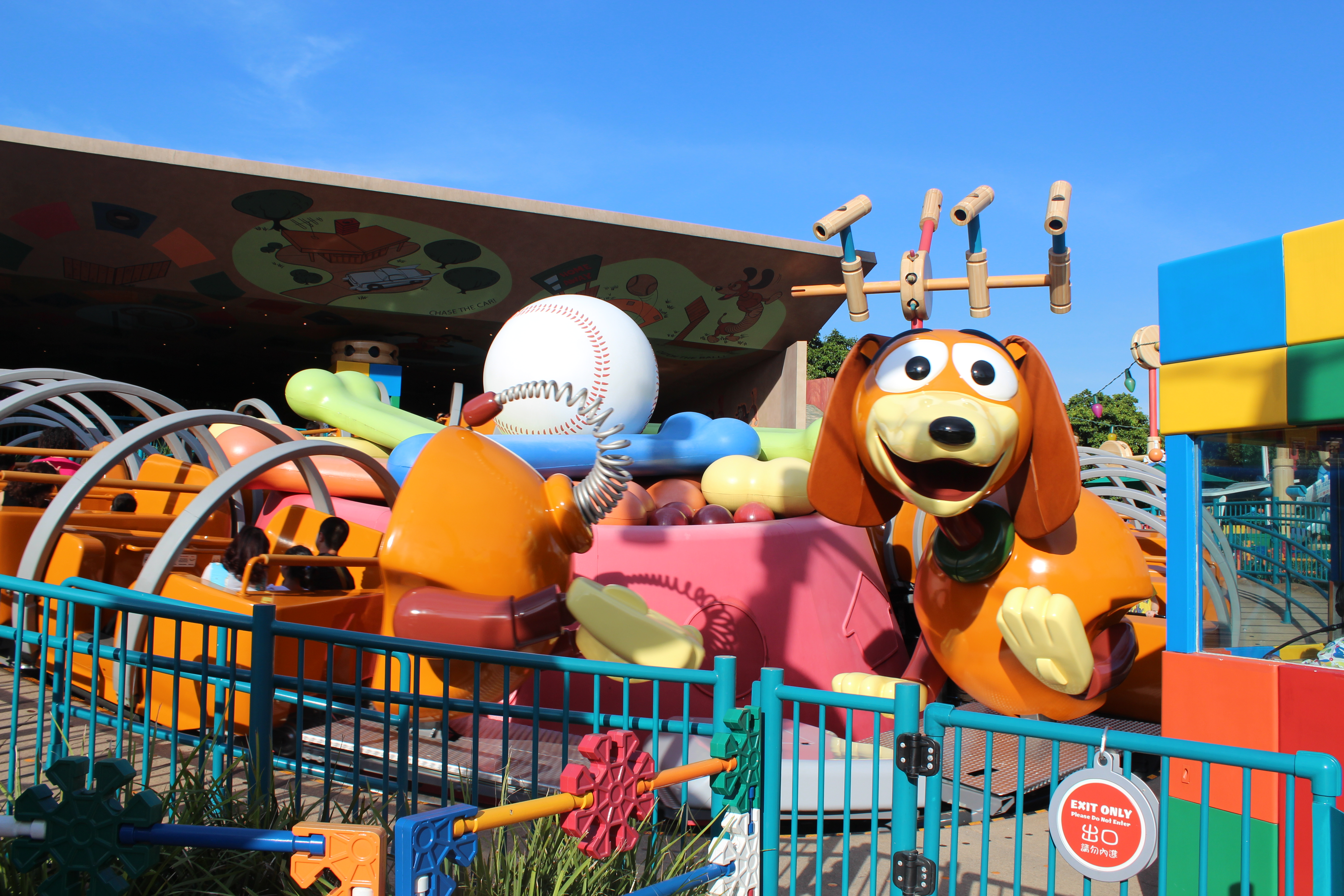
Slinky Dog Spin in Hong Kong Disneyland

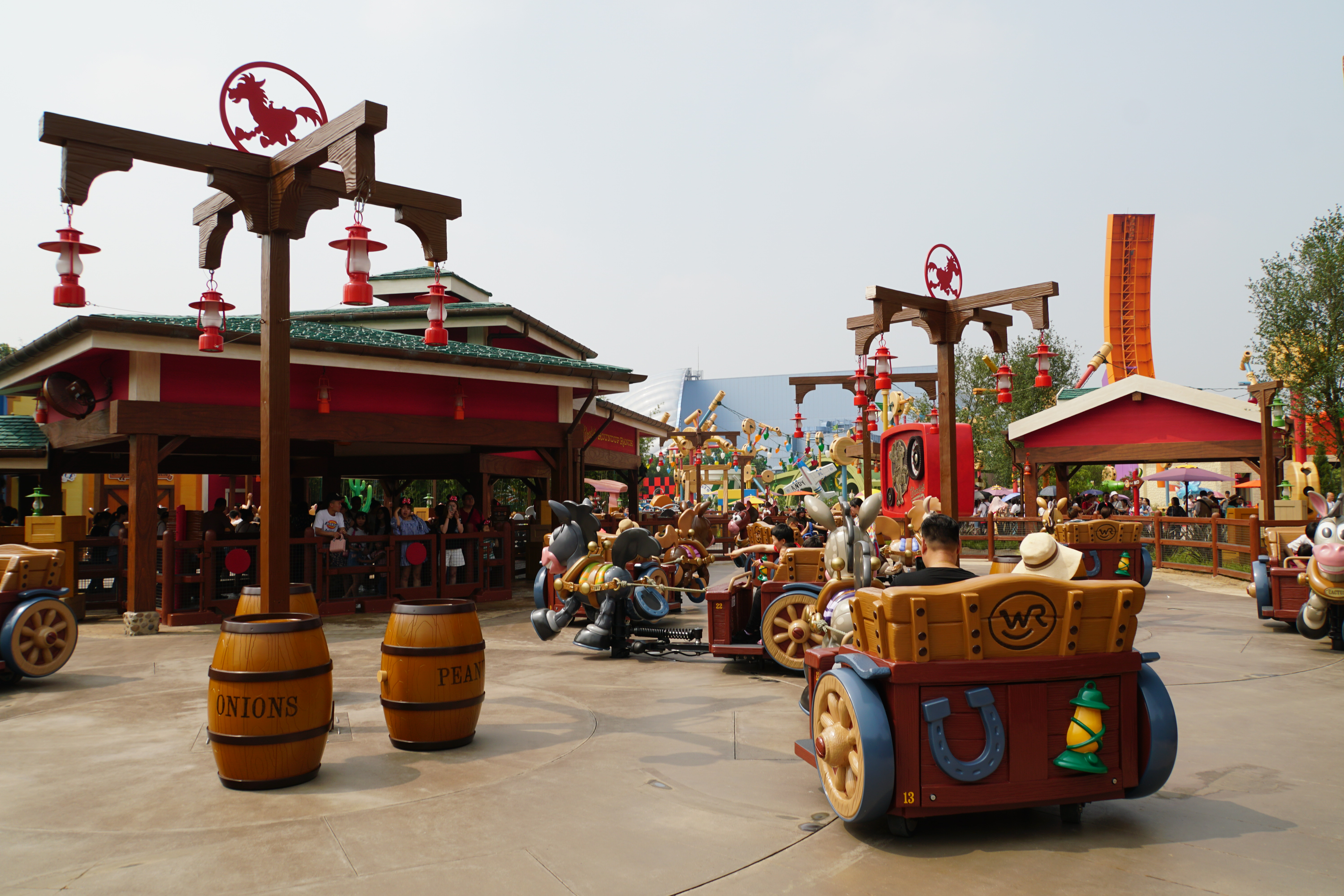
Woody's Roundup in Shanghai Disneyland

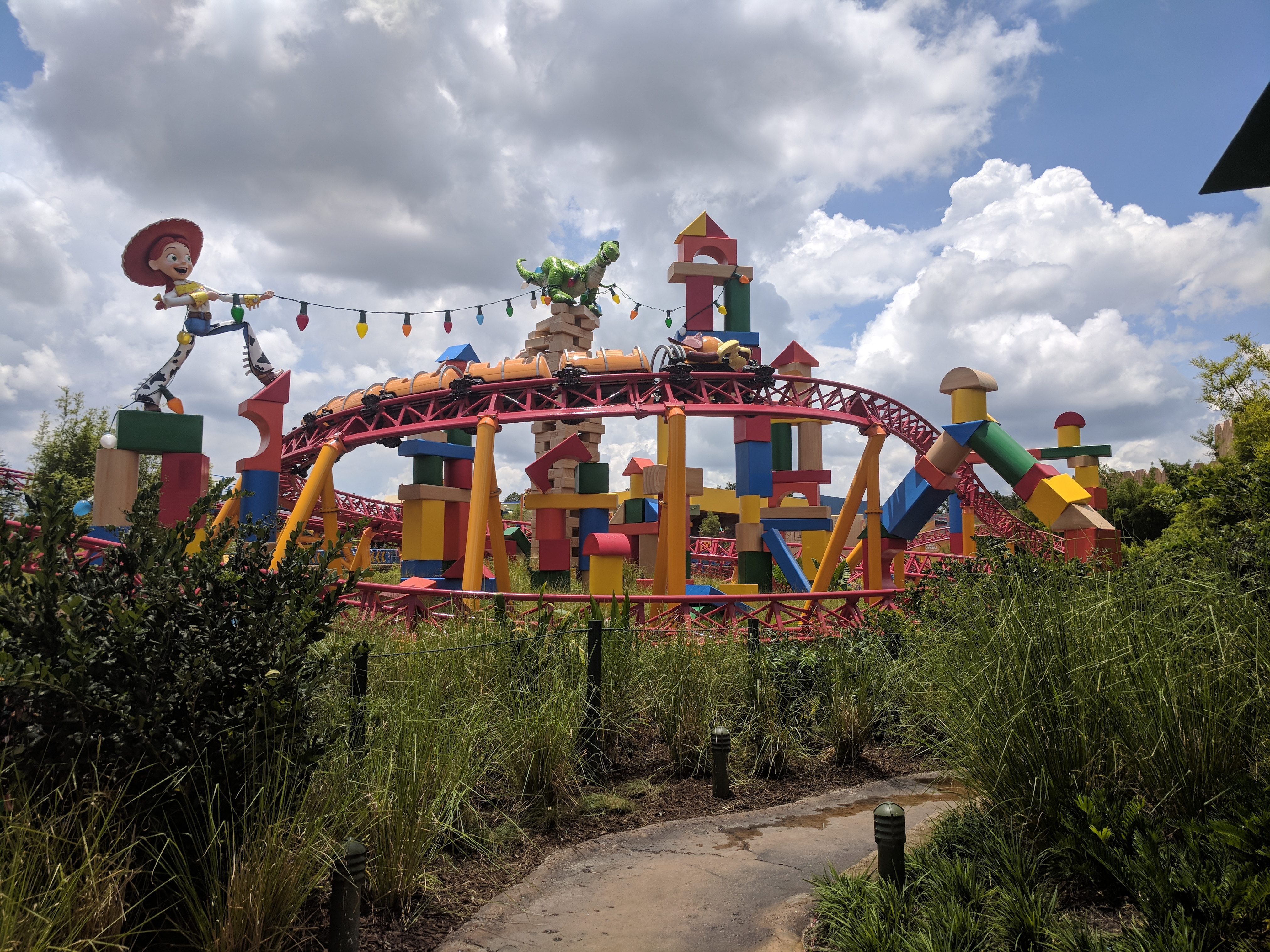
De achtbaan Slinky Dog Dash in Disney's Hollywood Studios

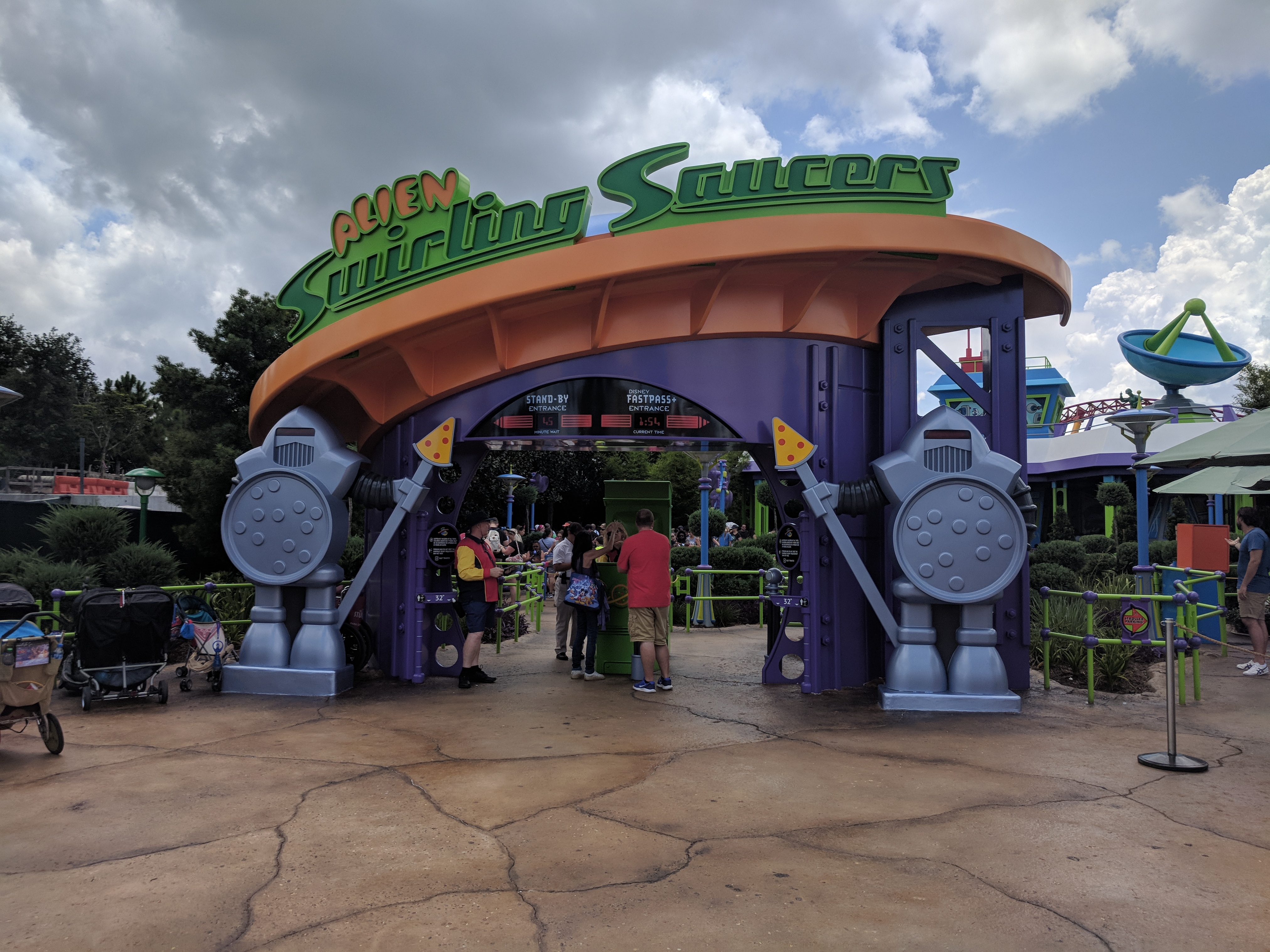
Alien Swirling Saucers in Disney's Hollywood Studios

Het parkdeel wekt door thematisatie de indruk dat de bezoekers gekrompen zijn tot de grootte van speelgoedfiguurtjes en dat ze zich in de achtertuin van Andy bevinden, een figuur uit de Toy Story-films. Deze thematisatie bestaat uit vergrote speelgoedobjecten, zoals een vergroot papieren vliegtuigje en vergrote figuren uit de Toy Story-films, en uit vegetatie van bamboe, die de schijn van enorm gras moet wekken.
In beide versies zijn dezelfde drie attracties te vinden, die allemaal zijn gethematiseerd als vergrote speelgoedobjecten met personages uit Toy Story.

### Walt Disney Studios Park
De versie in het Walt Disney Studios Park maakt deel uit van een groter parkdeel, het Toon Studio-gedeelte, en ligt ingeklemd tussen Place de Rémy en Studio Tram Tour: Behind the Magic. Het gebied vormt een lange straat die begint bij een beeld van Buzz Lightyear en die eindigt in de vorm van een tunnel door een blauwe Barrel of Monkeys. Vanaf het Buzz-Lightyear-beeld ligt meteen links de Toy Soldiers Parachute Drop, met iets verderop aan de rechterzijde Slinky Dog Zigzag Spin. De straat loopt verder langs de RC Racer en souvenirwinkel Toy Story Playland Boutique, om vervolgens via de Barrel of Monkeys over te gaan in Place de Rémy, waar de attractie Ratatouille: L'Aventure Totalement Toquée de Rémy te vinden is.
In het parkdeel in het Walt Disney Studios Park zijn de volgende faciliteiten te vinden:
| Attracties    | RC Racer · Slinky Dog Zigzag Spin · Toy Soldiers Parachute Drop |
| Entertainment | Meet 'n' Greet with Buzz Lightyear or friends                   |
| Restaurants   | Geen restaurants                                                |
| Winkels       | Toy Story Playland Boutique                                     |

### Hong Kong Disneyland
De versie in Hong Kong Disneyland is nagenoeg gelijk aan die in het Walt Disney Studios Park, maar is slechts Toy Story Land genaamd. Het gebied ligt tussen Adventureland en Fantasyland in. Toy Story Land vormt als het ware een lange, zandkleurige straat die begint bij Fantasyland. De straat wordt aan beide kanten omgeven door hoge bamboestruiken. Nadat de weg onder een spoorviaduct doorloopt, staat de bebording van Toy Story Land aangegeven, samen met een uitvergrote Woody. Meteen rechts ligt Barrel of Fun, waar gasten op de foto kunnen met figuren uit de Toy Story-films. De straat vervolgt zich tussen een toiletgebouw en de winkel Andy's Toy Box door. Rechts ligt dan de attractie RC Racer; links ligt de attractie Slinky Dog Spin. Verderop langs de weg ligt eetgelegenheid Jessie's Snack Roundup met een bijbehorend terras, dat grenst aan de attractie Toy Soldier Parachute Drop. De weg loopt vervolgens het gebied uit langs een uitvergrote Rex en walkie-talkie, om uiteindelijk over te lopen in het themagebied Mystic Point.
In het parkdeel in Hong Kong Disneyland zijn de volgende faciliteiten te vinden:
| Attracties    | RC Racer · Slinky Dog Spin · Toy Soldier Parachute Drop         |
| Entertainment | Barrel of Fun · Cubot in Toy Story Land · Toy Soldier Boot Camp |
| Restaurants   | Jessie's Snack Roundup                                          |
| Winkels       | Andy's Toy Box                                                  |

### Shanghai Disneyland
In het parkdeel in Shanghai Disneyland zijn de volgende faciliteiten te vinden:
| Attracties    | Rex's Racer · Slinky Dog Spin · Woody's Roundup                        |
| Entertainment | Farmer Al's Splash Around · Meet Woodie and Jessie at the Meeting Post |
| Restaurants   | Toy Box Café                                                           |
| Winkels       | Al's Toy Barn                                                          |

### Disney's Hollywood Studios
In het parkdeel in Disney's Hollywood Studios zijn de volgende faciliteiten te vinden:
| Attracties    | Alien Swirling Saucers · Slinky Dog Dash · Toy Story Mania! |
| Entertainment | Geen entertainment                                          |
| Restaurants   | Woody's Lunch Box                                           |
| Winkels       | Geen winkels                                                |

## Trivia
- Buiten dit themagebied bevindt zich in dezelfde resorts nog een andere Toy Story-attractie, genaamd Buzz Lightyear Laser Blast.

Walt Disney World Resort · Earful Tower · The Sorcerer's Hat · afbeeldingen
Disneyland Paris · Lijst van attracties in Walt Disney Studios Park · afbeeldingen
Hong Kong Disneyland Resort · Lijst van attracties in Hong Kong Disneyland · Sleeping Beauty Castle · afbeeldingen
Shanghai Disney Resort · Lijst van attracties in Shanghai Disneyland